# Віджу
Віджу (італ. Viggiù) — муніципалітет в Італії, у регіоні Ломбардія,  провінція Варезе.
Віджу розташоване на відстані близько 530 км на північний захід від Рима, 55 км на північний захід від Мілана, 8 км на північний схід від Варезе.
Населення — 5308 осіб (2014).
Щорічний фестиваль відбувається 3 серпня. Покровитель — святий Степан.

## Демографія
Населення за роками:

Станом на 1 січня 2023 року в муніципалітеті офіційно проживало 206 іноземців з 43 країн, серед них 52 громадяни країн Євросоюзу та 15 громадян України.

## Сусідні муніципалітети
- Арчизате
- Безано
- Бізускьо
- Кантелло
- Клівіо
- Мериде
- Сальтріо